# Kobern-Gondorf
Kobern-Gondorf ist eine Ortsgemeinde und ein Weinort an der Untermosel im rheinland-pfälzischen Landkreis Mayen-Koblenz und seit 1976 Verwaltungssitz der Verbandsgemeinde Untermosel bzw. seit 2014 der Verbandsgemeinde Rhein-Mosel. Kobern-Gondorf ist gemäß Landesplanung als Grundzentrum ausgewiesen. Der Ort wurde zumindest bahnamtlich bis 1928 Cobern-Gondorf geschrieben.

## Geographie

### Geographische Lage
Die Ortsteile Kobern und Gondorf liegen am linken Moselufer etwa 17 Kilometer von Koblenz und etwa 33 Kilometer von Cochem entfernt. Nachbargemeinden sind moselaufwärts Lehmen und moselabwärts Winningen. Auf der anderen Moselseite liegen Niederfell und Dieblich.
Kobern und Gondorf liegen am Prallhang des Dieblicher Moselbogens auf der Schwemmfläche mehrerer aus dem Maifeld einmündender Bäche und am zum Maifeld aufsteigenden Hang. Aufgrund der niedrigen Höhe ist vor allen Dingen der historische Ortskern des Ortsteils Kobern häufig von Hochwasser betroffen.
Der Nothbach, der Solligerbach, der Hohesteinsbach, der Hahnerbach und der Langentalbach fließen von links der Mosel zu.

### Ausdehnung des Gemeindegebietes
Außer den drei größeren Ortsteilen Kobern, Gondorf und Dreckenach gehören noch über 25, meist auf den Moselhöhen liegende Weiler, Wohnplätze und Höfe zur Gemeinde.
Die Ortsteile Kobern und Gondorf ziehen sich über eine Länge von etwa 3 Kilometern am Moselufer entlang. Der Ortsteil Dreckenach liegt abseits der Mosel auf dem Maifeld am Nothbach.

### Klima
Wie auch andere Gemeinden der Untermosel liegt Kobern-Gondorf klimatisch begünstigt in einer der wärmsten Regionen Deutschlands.

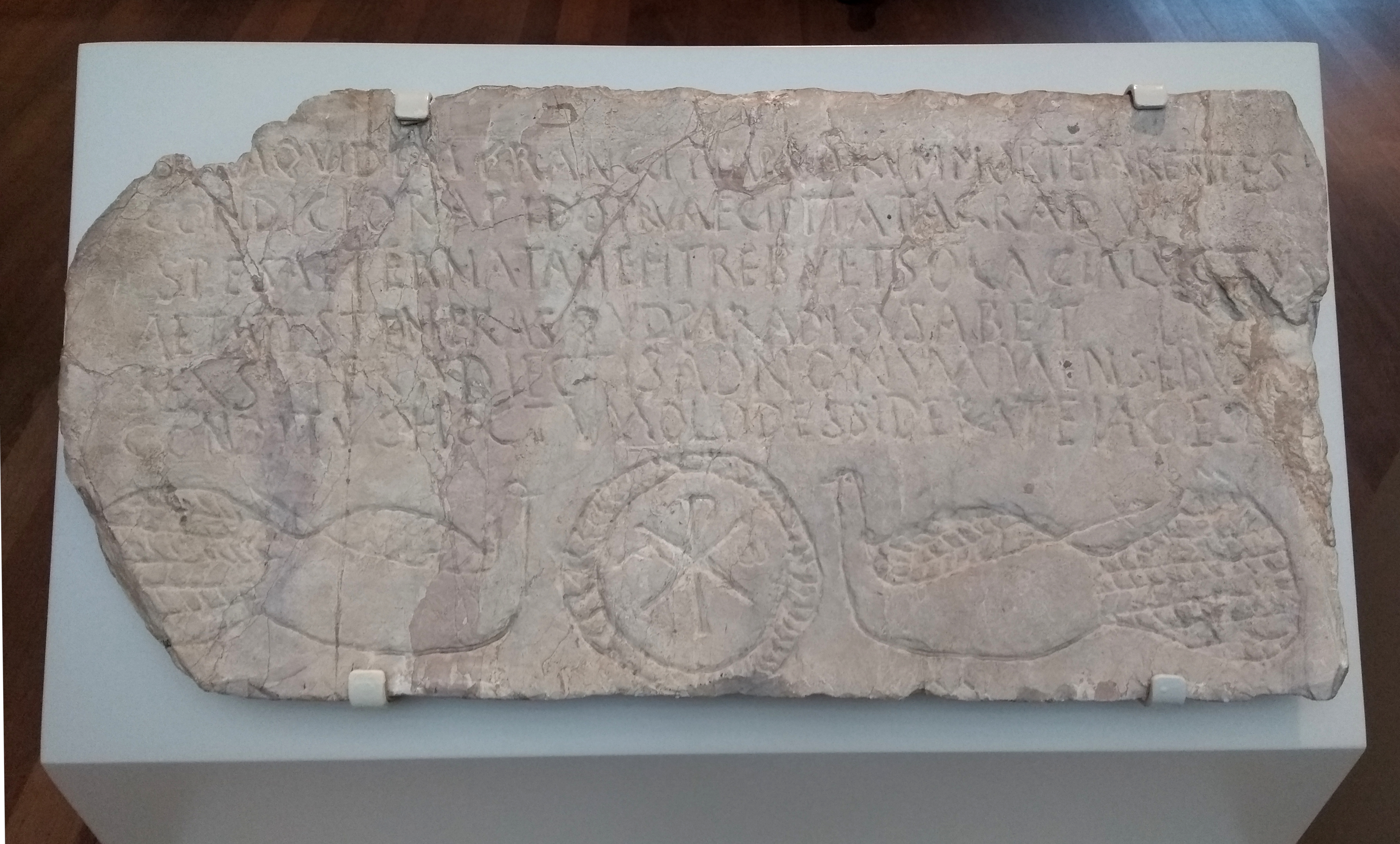
Frühchristlicher Grabstein des neuneinhalbjährigen Kindes Dessideratus aus Kobern-Gondorf (ungefähr 5. Jahrhundert n. Chr.), heute im Rheinischen Landesmuseum Bonn

## Geschichte

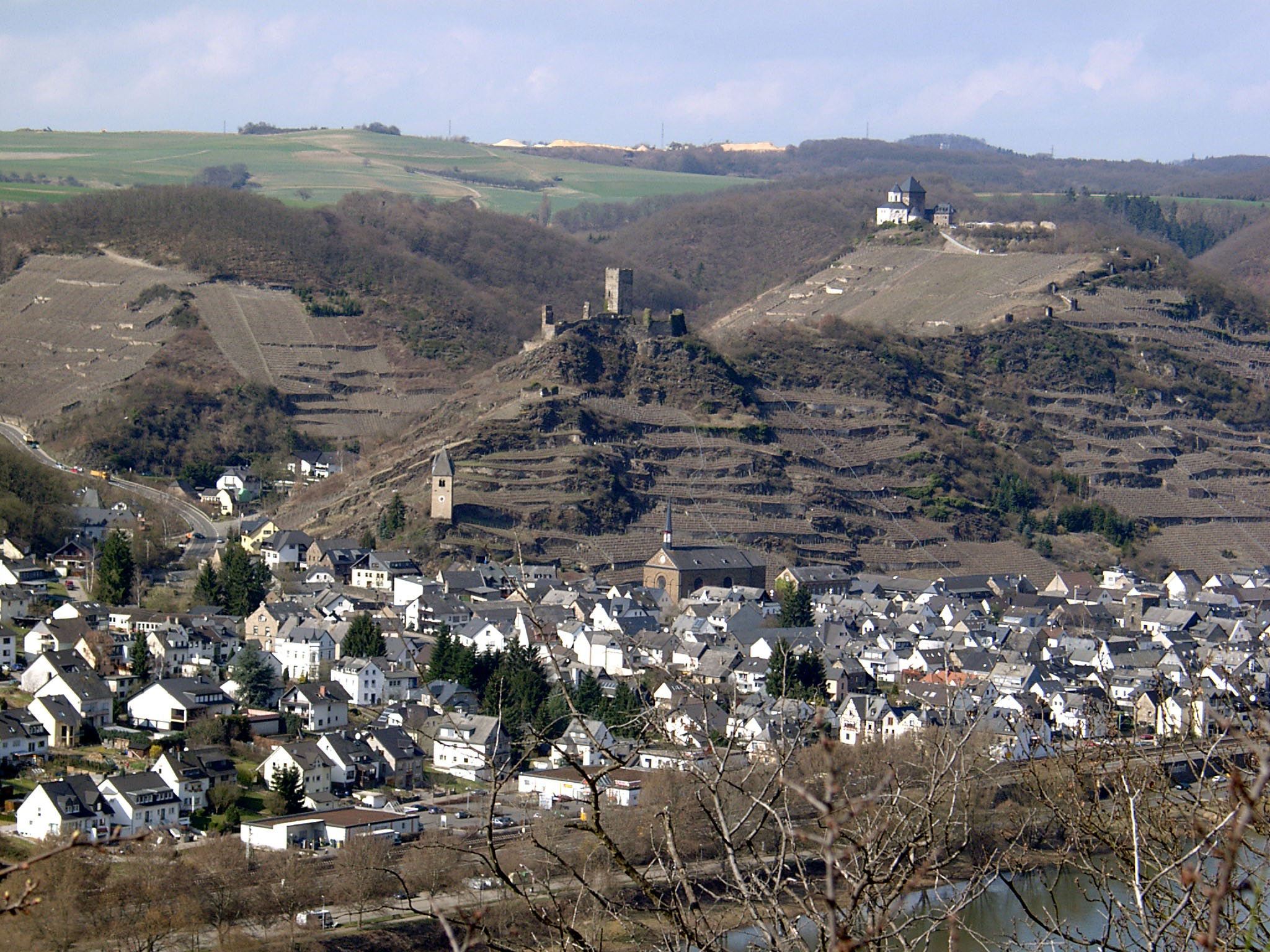
Kobern mit Niederburg und Oberburg

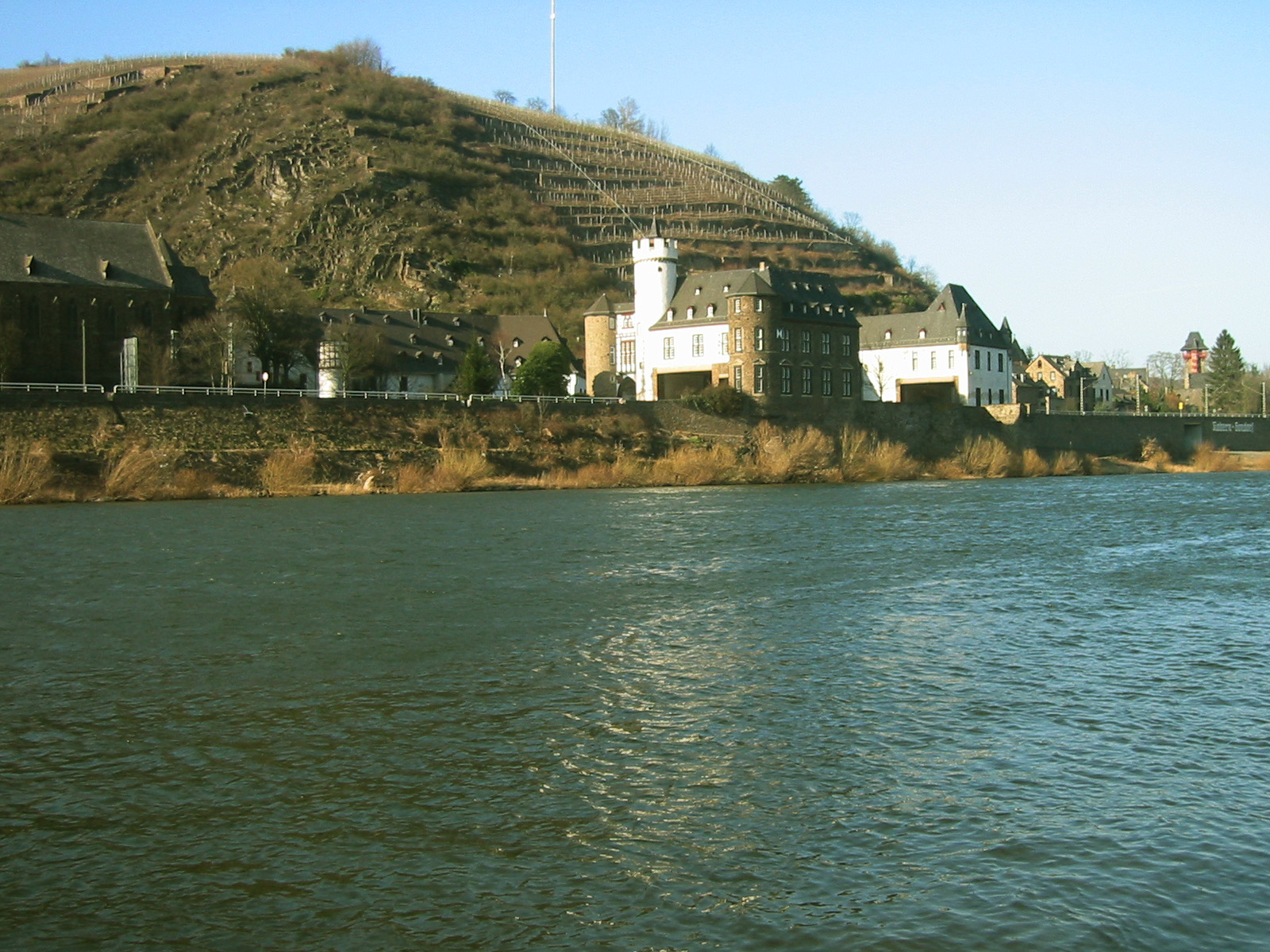
Gondorf mit spätmittelalterlicher Vorburg (links im Hintergrund) und Renaissancebau des Schlosses Leyen; ganz rechts der Turm von Schloss Liebieg

Aus vorgeschichtlicher Zeit finden sich auf dem Gebiet der Gemeinde Kobern-Gondorf Grabhügelfelder und der Goloring, vermutlich eine Kultstätte. Die Ortsteile Kobern und Gondorf waren, wie zahlreiche Funde belegen, in der Spätlatènezeit und ab Mitte des 4. Jahrhunderts n. Chr. von Christen besiedelt.
Die Herren von Coverstein (auch Coberstein, Copenstein, Copperstein genannt) führten den Adler in zweifacher Form im Wappen: einmal als einfachen Adler, ein andermal als einen auf dem Helme aufsteigenden Adler. Dieses Wappen weist auf ihre Abstammung von den Herren von Covern an der Mosel hin. Der nahe an der Moselmündung gelegene Ort Kobern (römisch Coverna) war die Residenz der Coverner, die dort zwei Burgen besaßen, die Ober- und die Niederburg. Mit Reimbold von Cobern starb um 1100 die männliche Linie der Coverner aus. Die Tochter und Erbin heiratete Gerlach IV. von Isenburg, die die Linie Isenburg-Cobern gründete, die sich einen Namen gemacht haben durch die Erbauung der berühmten Matthiaskapelle neben der Koberner Oberburg. Mit Robin von Isenburg-Cobern erlosch der männliche Zweig dieser Linie. Im 14. Jahrhundert gelangte Kobern durch Kauf an Kurtrier.
Neben insgesamt vier Burgen hat sich in den Ortsteilen Kobern und Gondorf in erheblichem Umfang mittelalterliche Bausubstanz erhalten. Im Verlauf der Straßen im Ortsteil Kobern lässt sich noch heute die mittelalterliche Straßenanordnung gut erkennen. Kobern war vermutlich befestigt. Noch Anfang des 19. Jahrhunderts waren Reste zerfallener Tore erkennbar. Zum Erscheinungsbild des Ortsteils Kobern schreibt Johann August Klein in seinem Buch Das Moseltal zwischen Koblenz und Zell, Koblenz 1831, Seite 74 ff.: „Gegenüber schneiden zwei Thäler in das hohe, schroffe Gebirg ein […] Zwischen beiden breitet sich die anmuthige Ortschaft Cobern längst dem Gestade aus. Reste zerfallener Thore zeigen, dass sie fest war […] Regelmäßige Straßen laufen nach einem Platze, wo sich das Rathaus befindet.“
Kobern-Gondorf hat auf Grund von Ausgrabungen, beginnend Mitte des 19. Jahrhunderts, für die spätrömisch-frühmittelalterliche Geschichtsforschung eine herausragende Bedeutung, besonders der Ortsteil Gondorf: „[…] Seinen Ruhm verdankt Gondorf vor allem dem Gräberfeld spätrömischer und merowingischer Zeit, das sich durch Größe und seinen Reichtum von allen bisher erforschten Gräberfeldern an Mittelrhein und Mosel unterscheidet […]“. Die wissenschaftliche Bearbeitung der Funde lässt auf eine, im 6. Jahrhundert zum Teil sehr wohlhabende, spätrömische Einwohnerschaft schließen. Sie stützt damit die Mosel-Reisebeschreibung de navigo suo des Venantius Fortunatus, der zwischen Trier und Andernach (sein Reiseziel) nur Contrua als bedeutenden Ort („antiquum nobilitate caput“) an der Mosel nennt. Hinweis auf die Bedeutung des frühen Gondorfs sind auch Gondorfer Münzprägungen des 7. Jahrhunderts mit der Umschrift contrua castro der fränkischen Münzmeister Augemundus und Geroaldus.

### Ortsteil Kobern
In einer Schenkungsurkunde des Erzbischofs Egbert von Trier zu Gunsten des Benediktinerklosters St. Marien wird Kobern im Jahr 980 als coverna erstmals erwähnt. Es gibt jedoch Hinweise, die auf eine frühere Existenz des Ortes schließen lassen. So wurde in einer zwischen 751 und 768 verfassten Lebensbeschreibung des hl. Bischofs Maximin, die freilich legendarische Züge trägt, im Zusammenhang mit dem Heiligen Lubentius, dem Koberner Pfarrpatron, der Ort cubrunum erwähnt.

### Ortsteil Gondorf
Erstmals urkundlich erwähnt wird Gondorf als condrovia im Jahr 871. Frühere Hinweise sind ein Reisebericht aus dem Jahr 588 mit einer Ortsnennung contrua, und merowingische Münzen mit der Inschriftprägung contrua castro aus dem 7. Jahrhundert. In der bereits oben erwähnten Schenkungsurkunde aus dem Jahr 980 wird die Schreibweise gontreve verwendet.
Die Flussburg Schloss von der Leyen stammt aus dem 14. bis 17. Jahrhundert und war der Stammsitz der Fürsten von der Leyen. Werner von Leyen wurde 1272 urkundlich erwähnt als Gondorfer Oberherr. Der Ort hieß damals Guntreve. Ein Trierer Ministerialengeschlecht de Gunthreve wird im 13. Jahrhundert als Erbauer der Niederburg (heute Schloss Liebieg) genannt.
Gondorf wird im Trierer Feuerbuch von 1563 (hrsg. von Brommer, S. 164) mit 20 Feuerstätten im Amt Münstermaifeld aufgeführt.

### Ortsteil Dreckenach
Der Ortsteil Dreckenach wurde 1030 als drachenacha erstmals urkundlich erwähnt.

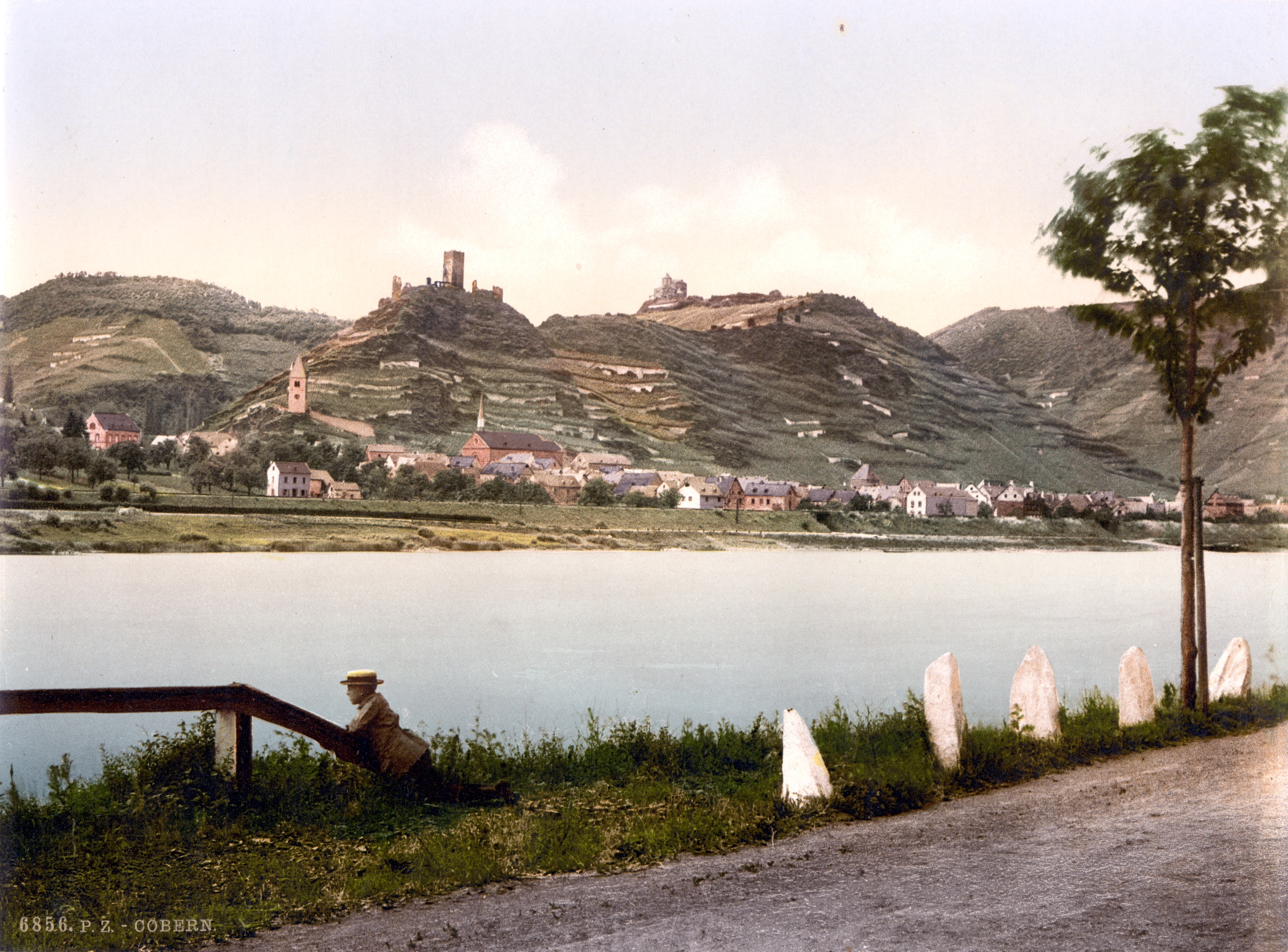
Kobern um 1900

### Gebietsveränderungen
Die heutige Gemeinde Kobern-Gondorf besteht aus drei vorher selbstständigen Gemeinden:
- Am 7. Juni 1969 wurden die beiden Gemeinden Kobern (2.108 Einwohner) und Gondorf (577 Einwohner) aufgelöst und daraus die Ortsgemeinde Kobern-Gondorf neu gebildet.
- Am 7. November 1970 wurde die Gemeinde Dreckenach (230 Einwohner) eingemeindet.

### Bevölkerungsentwicklung
Die Entwicklung der Einwohnerzahl von Kobern-Gondorf bezogen auf das heutige Gemeindegebiet, die Werte von 1871 bis 1987 beruhen auf Volkszählungen:
| Kobern-Gondorf: Einwohnerzahlen von 1815 bis 2024 | Kobern-Gondorf: Einwohnerzahlen von 1815 bis 2024 | Kobern-Gondorf: Einwohnerzahlen von 1815 bis 2024 | Kobern-Gondorf: Einwohnerzahlen von 1815 bis 2024 | Kobern-Gondorf: Einwohnerzahlen von 1815 bis 2024 |
| ------------------------------------------------- | ------------------------------------------------- | ------------------------------------------------- | ------------------------------------------------- | ------------------------------------------------- |
| Jahr                                              |                                                   |                                                   |                                                   | Einwohner                                         |
| 1815                                              | 1815                                              |                                                   | 1.492                                             | 1.492                                             |
| 1835                                              | 1835                                              |                                                   | 2.002                                             | 2.002                                             |
| 1871                                              | 1871                                              |                                                   | 2.249                                             | 2.249                                             |
| 1905                                              | 1905                                              |                                                   | 2.321                                             | 2.321                                             |
| 1939                                              | 1939                                              |                                                   | 2.482                                             | 2.482                                             |
| 1950                                              | 1950                                              |                                                   | 3.046                                             | 3.046                                             |
| 1961                                              | 1961                                              |                                                   | 2.771                                             | 2.771                                             |
| 1970                                              | 1970                                              |                                                   | 3.019                                             | 3.019                                             |
| 1987                                              | 1987                                              |                                                   | 2.961                                             | 2.961                                             |
| 1997                                              | 1997                                              |                                                   | 3.191                                             | 3.191                                             |
| 2005                                              | 2005                                              |                                                   | 3.317                                             | 3.317                                             |
| 2011                                              | 2011                                              |                                                   | 3.240                                             | 3.240                                             |
| 2017                                              | 2017                                              |                                                   | 3.090                                             | 3.090                                             |
| 2024                                              | 2024                                              |                                                   | 2.982                                             | 2.982                                             |
|                                                   |                                                   |                                                   |                                                   |                                                   |

## Politik

### Gemeinderat
Der Gemeinderat in Kobern-Gondorf besteht aus 20 Ratsmitgliedern, die bei der Kommunalwahl am 9. Juni 2024 in einer personalisierten Verhältniswahl gewählt wurden, und dem ehrenamtlichen Ortsbürgermeister als Vorsitzendem.
Die Sitzverteilung im Gemeinderat:
| Wahl | SPD | CDU | WV | FWG | Gesamt   |
| ---- | --- | --- | -- | --- | -------- |
| 2024 | 2   | 7   | 8  | 3   | 20 Sitze |
| 2019 | 3   | 6   | 8  | 3   | 20 Sitze |
| 2014 | 3   | 7   | 8  | 2   | 20 Sitze |
| 2009 | 1   | 8   | 8  | 3   | 20 Sitze |
| 2004 | 1   | 10  | 6  | 3   | 20 Sitze |

- WV = Wählervereinigung „Für Kobern-Gondorf-Dreckenach“
- FWG = Freie Wählergruppe Kobern-Gondorf-Dreckenach e. V.

### Bürgermeister
Martin Dötsch wurde am 10. Juli 2024 Ortsbürgermeister von Kobern-Gondorf. Bei der Direktwahl am 9. Juni 2024 hatte er sich mit einem Stimmenanteil von 54,4 % gegen Mitbewerber Christian Comes durchgesetzt.
Vorgänger von Martin Dötsch als Ortsbürgermeister war seit 2009 sein Bruder Michael Dötsch.

### Gemeindepartnerschaft
Seit 1979 besteht eine Partnerschaft mit der französischen Ortschaft Corbigny im Burgund. Außerdem bestehen partnerschaftliche Beziehungen zur belgischen Gemeinde Arendonk.

## Kultur und Sehenswürdigkeiten

### Ortsteil Kobern

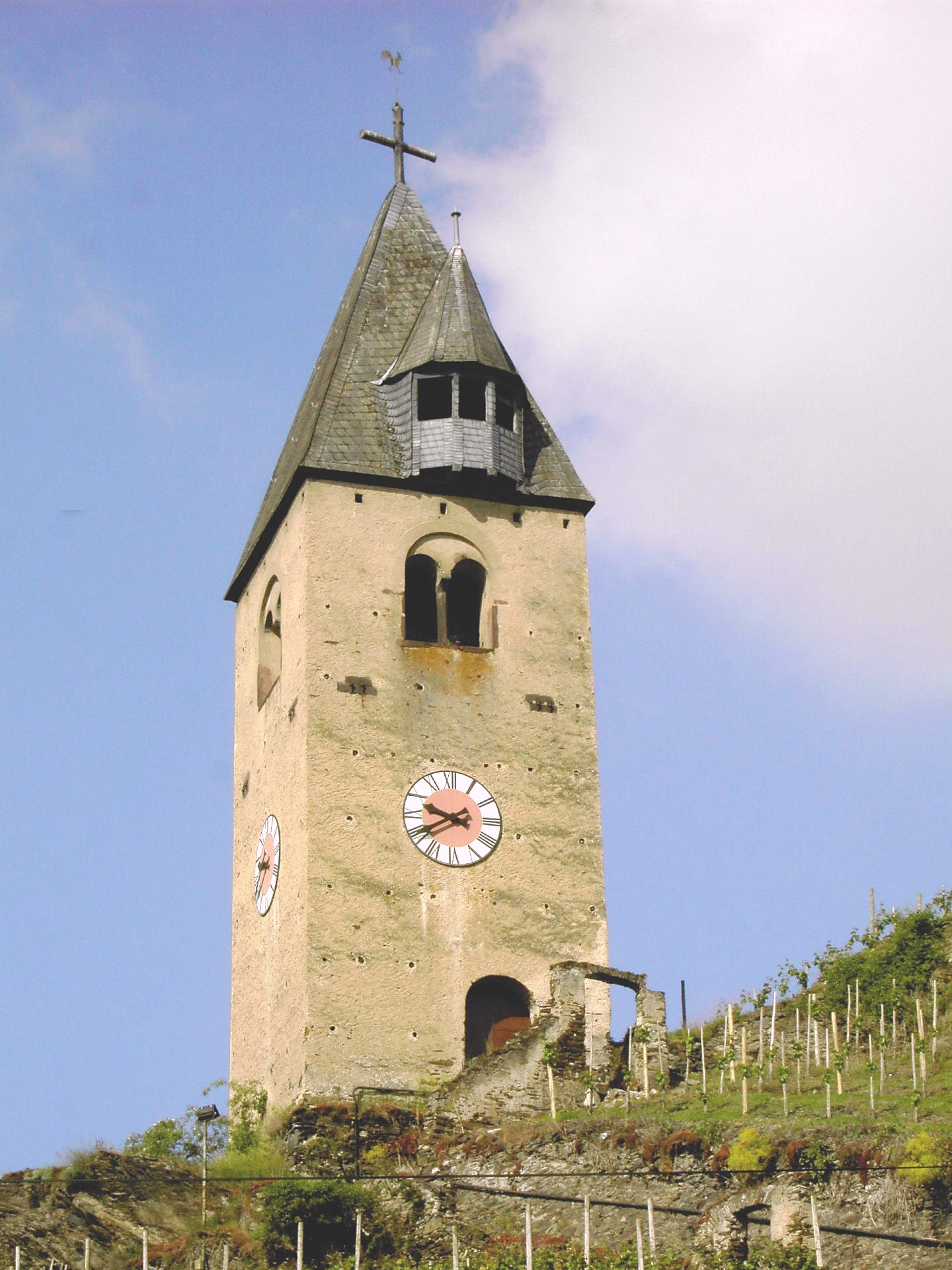
Romanischer Glockenturm (12. Jahrhundert)

- Oberhalb des Ortes liegt auf einem Bergsporn die Oberburg aus dem 12. Jahrhundert. Zur Burg gehört als bedeutendstes Bauwerk der Gemeinde Kobern-Gondorf die Matthiaskapelle, die zwischen 1220 und 1240 erbaut wurde. Hier soll nach dem fünften (sechsten) Kreuzzug als bedeutende Reliquie das Haupt des Apostels Matthias verwahrt worden sein.
- Unterhalb der Oberburg, aber auf dem gleichen Bergsporn, liegt die ebenfalls aus dem 12. Jahrhundert stammende Niederburg.
- Am unteren Ausläufer des Bergsporns findet sich ein allein stehender Turm. Er diente schon der ersten Koberner Pfarrkirche, die ebenfalls aus dem 12. Jahrhundert stammte und in der Nähe des heutigen Friedhofs stand, als Glockenturm. Diese Funktion erfüllt der Turm heute noch für die neue Pfarrkirche.
- Die Koberner Pfarrkirche St. Lubentius wurde in den Jahren 1827/28 als Saalkirche nach Plänen von Johann Claudius von Lassaulx erbaut. Die Kirche selbst hat keinen Turm, sondern nur einen Dachreiter. Die drei Glocken befinden sich in dem am Berghang stehenden Glockenturm. Im Kircheninneren zwei Seitenaltargemälde „St. Lubentius predigt den Heiden“ und „Krönung Mariae“ von 1835 von Joseph Anton Nikolaus Settegast aus der Künstlergruppe der Nazarener.[19]
- Die gotische Dreikönigskapelle auf dem Koberner Friedhof stammt aus der Zeit um 1420 bis 1440. Im Innern haben sich Wandmalereien aus dem 15. und 16. Jahrhundert erhalten.[20]
- Im Ortskern in der Nähe des Marktplatzes befindet sich in der Kirchstraße ein gotisches Fachwerkhaus. Es handelt sich um einen Hof des Klosters Sankt Marien. Aus Untersuchungen des zum Bau verwendeten Holzes lässt sich darauf schließen, dass dieses Haus bereits in den Jahren 1320/21 erbaut wurde. Damit ist es eines der ältesten erhaltenen Fachwerkhäuser in Rheinland-Pfalz.
- Am anderen Ende des Marktplatzes in der Peterstraße liegt der sogenannte Rittersaal. Dieser ist Teil eines gotischen Burghauses der Familie Romilian. Reste des zur Anlage gehörenden Turms befinden sich in unmittelbarer Nähe.

### Ortsteil Gondorf

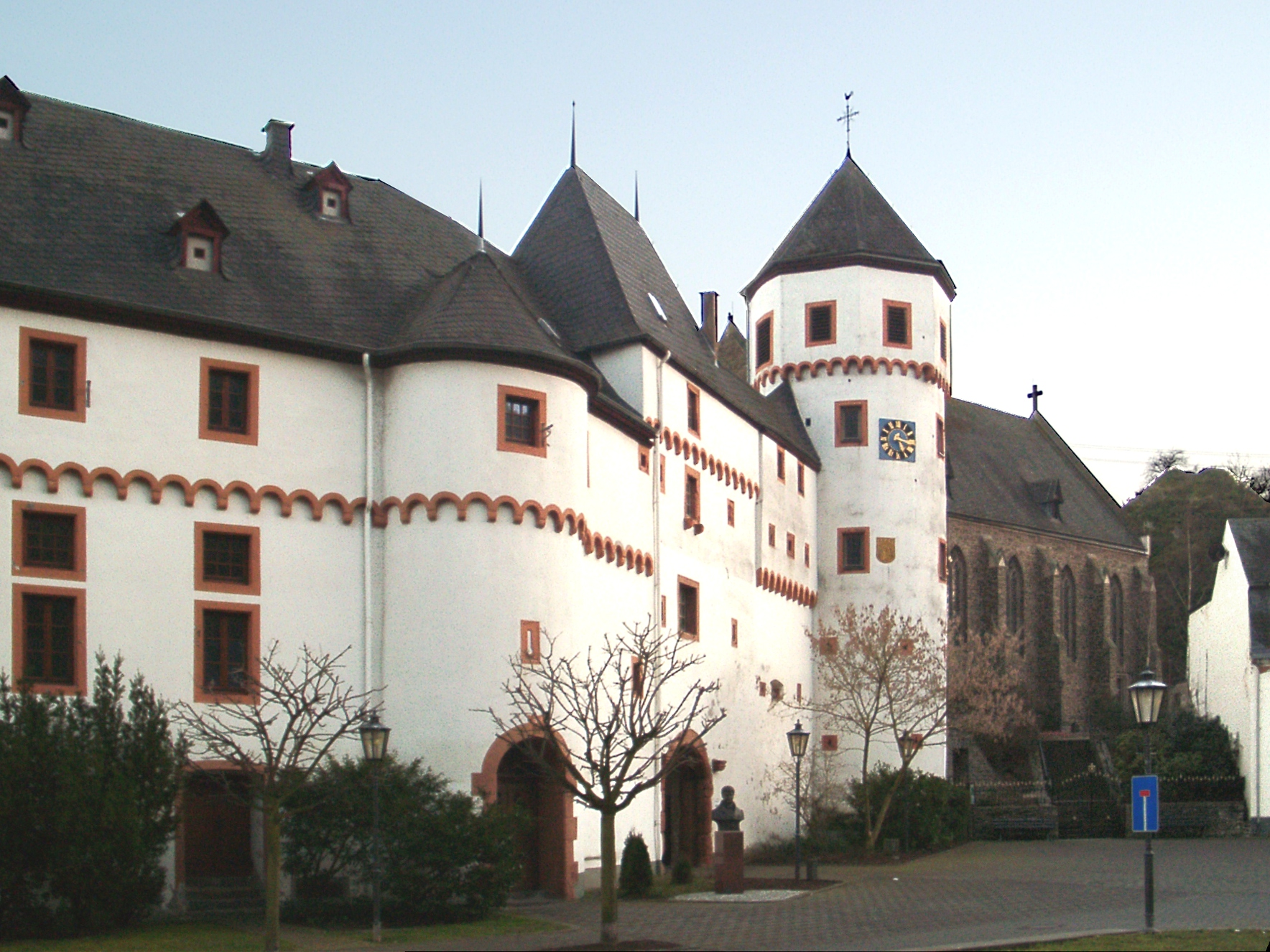
Vorburg der Oberburg in Gondorf

- Etwas außerhalb des Ortskernes, in der Nähe des Von-der-Leyen-Platzes gelegen, befindet sich die in den 1870er Jahren, im neogotischen Stil errichtete katholische Pfarrkirche St. Johannes Apostel, die dem heiligen Apostel Johannes geweiht ist. Erbaut, als durch den Eisenbahnbau der Moselstrecke, der Vorgängerbau, „ein 1731 erbautes, unansehnliches Gebäude“,[21] abgerissen werden musste. Davor stand dort eine vermutlich baufällig gewordene, gotische Kirche aus mittelalterlicher Zeit.
- Unmittelbar am Moselufer liegt der Stammsitz der fürstlichen Familie von der Leyen, die Oberburg, auch Schloss Gondorf genannt, mit Bauteilen aus Gotik und Renaissance. Vorgänger dieser Burg war bereits in spätrömischer Zeit das oben erwähnte contrua castro.[22] Große Teile der Burganlage wurden beim Bau der Moseltaleisenbahn 1871 und beim Ausbau der Bundesstraße B 416 von 1969 bis 1971 beseitigt. Heute befindet sich in dem Gebäude das Weinmuseum und das Heimatmuseum des Kultur- und Heimatvereins Gondorf.
- Die Niederburg (nicht zu verwechseln mit gleichnamiger Burg im Ortsteil Kobern) am nordöstlichen Ortsrand entstand aus einem romanischen Wohnturm des 13. Jahrhunderts, den im 19. Jahrhundert der Kölner Architekt Vincenz Statz umbaute. Sie trägt den Namen Schloss Liebieg nach einem damaligen Besitzer.

### Ortsteil Dreckenach
- Auf einer felsigen Anhöhe über dem Nothbachtal steht die 1840 erbaute Kirche St. Hubertus.

## Wirtschaft und Infrastruktur

### Weinbau und Tourismus
Sowohl Kobern als auch Gondorf sind Weinorte mit mehreren Winzerhöfen. Der Wein wird überwiegend in Steillagen angebaut. Die Gemeinde gehört zum „Weinbaubereich Burg Cochem“ im Anbaugebiet Mosel. Es sind sechs Weinbaubetriebe tätig, die bestockte Rebfläche beträgt 36 ha. Etwa 90 % des angebauten Weins sind Weißweinrebsorten (Stand 2007).
Die Gemeinde lebt überwiegend vom Tourismus. Unterkünfte stehen sowohl in Hotels und Pensionen als auch in Ferienwohnungen zur Verfügung. Es gibt reichliche Einkehrmöglichkeiten.
Der Ortsteil Dreckenach ist überwiegend landwirtschaftlich geprägt.
Weinlagen (moselabwärts gesehen)
- Gondorfer Fuchshöhle, darüber der Gondorfer Kehrberg
- Gondorfer Gäns
- Gondorfer Schlossberg
- Koberner Schlossberg
- Koberner Weißenberg
- Koberner Fahrberg
- Koberner Uhlen

### Verkehr

#### Straßenverkehr
Entlang der Mosel führt die B 416 am Ort vorbei. Diese verbindet Koblenz – Treis-Karden mit Cochem (B 49). Über eine in Richtung Münstermaifeld führende Landstraße besteht Anbindung an die A 48, Abfahrt Ochtendung.

#### Eisenbahnverkehr
Der Bahnhof Kobern-Gondorf liegt an der Moselstrecke an der Grenze der Gemarkungen Kobern und Gondorf. Folgende Bahnlinien bedienen den Bahnhof:
| Linie | Bezeichnung     | Zuglauf | Taktfrequenz                                        |
| ----- | --------------- | --- | --------------------------------------------------- |
| IC37  |                 | Düsseldorf – Köln – Bonn – Remagen – Andernach – Koblenz – Kobern-Gondorf – Cochem – Bullay – Wittlich – Schweich – Trier – Wasserbillig – Luxemburg (Die Züge verkehren zwischen Koblenz und Luxemburg als RE.) | ein Zugpaar täglich (entfällt ab Dezember 2025)     |
| RE 1  | Südwest-Express | Koblenz – Kobern-Gondorf – Cochem – Bullay – Wittlich – Schweich – Trier – Saarbrücken – Homburg – Kaiserslautern – Ludwigshafen Mitte – Mannheim                                                                | 60 min                                              |
| RE 11 | De-Lux-Express  | Koblenz – Kobern-Gondorf – Cochem – Bullay – Wittlich – Schweich – Trier – Wasserbillig – Sandweiler-Contern – Luxemburg                                                                                         | 60 min                                              |
| RB 81 | Moseltal-Bahn   | Koblenz – Kobern-Gondorf – Treis-Karden – Cochem – Ediger-Eller – Bullay – Wittlich – Schweich – Trier | 60 min (in der HVZ Verstärkerzüge Koblenz – Cochem) |

RE 1 und RE 11 verkehren zwischen Koblenz und Trier in Doppeltraktion und werden in Trier geflügelt.

#### Busverkehr
Darüber hinaus fährt eine Buslinie der Rhein-Mosel Verkehrsgesellschaft von und nach Koblenz.

#### Schiffsverkehr
Die Fährverbindung nach Niederfell wurde 1976 Jahren eingestellt, das Fährschiff „Gondorf“ dann zunächst nach Winningen verkauft. Heute ist es bei der Moselfähre Koblenz-Lay im Einsatz. Seit 1977 gibt es mit der Moselgoldbrücke eine feste Verbindung nach Niederfell. Im Sommerhalbjahr legen die Ausflugsschiffe von Gebr. Kolb und der Köln-Düsseldorfer in Kobern an.

### Einrichtungen
- Kobern-Gondorf ist Sitz der Verbandsgemeindeverwaltung Rhein-Mosel.

### Bildung
- Im Ortsteil Kobern befindet sich die Grundschule, die von Kindern aus Kobern, Gondorf, Dreckenach und Wolken besucht wird. Die Schule steht in Trägerschaft der Verbandsgemeinde und ist seit dem Jahr 2005 Schwerpunktschule für die Verbandsgemeinde Untermosel bzw. Rhein-Mosel.
- Ebenfalls im Ortsteil Kobern befindet sich die Realschule plus für den Bereich Untermosel. Derzeit besuchen etwa 700 Schüler die Schule.
- Eine Kindertagesstätte in Trägerschaft der Ortsgemeinde gibt es im Ortsteil Kobern.

## Sonstiges

### Bergbau
Im Jahr 1828 wurde im Ortsteil Kobern die erste Eisenerzgrube eröffnet. Weitere folgten. Im Oktober 1871 begann der Bau des Norbertus-Stollens. Der Stolleneingang befindet sich in der Lennigstraße unweit der Grundschule und ist von außen zu besichtigen. Die Grube Norbertus wurde vermutlich noch im 19. Jahrhundert endgültig geschlossen.

### Mineralwasser
Im Bereich der Gemeinde Kobern-Gondorf finden sich zahlreiche so genannte Säuerlinge, auch Sauerbrunnen genannt. Aber lediglich die Mineralquellen im zwischen Kobern und Winningen liegenden Belltal wurden etwa ab 1870 gewerblich genutzt. Die Fabrikation wurde im Jahr 1975 eingestellt. Die aus dem Jahr 1912 stammenden Gebäude der Versand- und Abfüllanlage verfallen.

### Photovoltaikanlage
Oberhalb des Ortsteils Gondorf errichtete die damalige RWE Energie AG ab 1988 zu Test- und Demonstrationszwecken eine Photovoltaik-Freiflächenanlage. Damals war die Anlage die größte ihrer Art in Europa. Bis heute wird sie als Testfeld für verschiedene Typen von Solarzellen und -modulen, Nachführsystemen und Wechselrichtern benutzt.

## Bilder

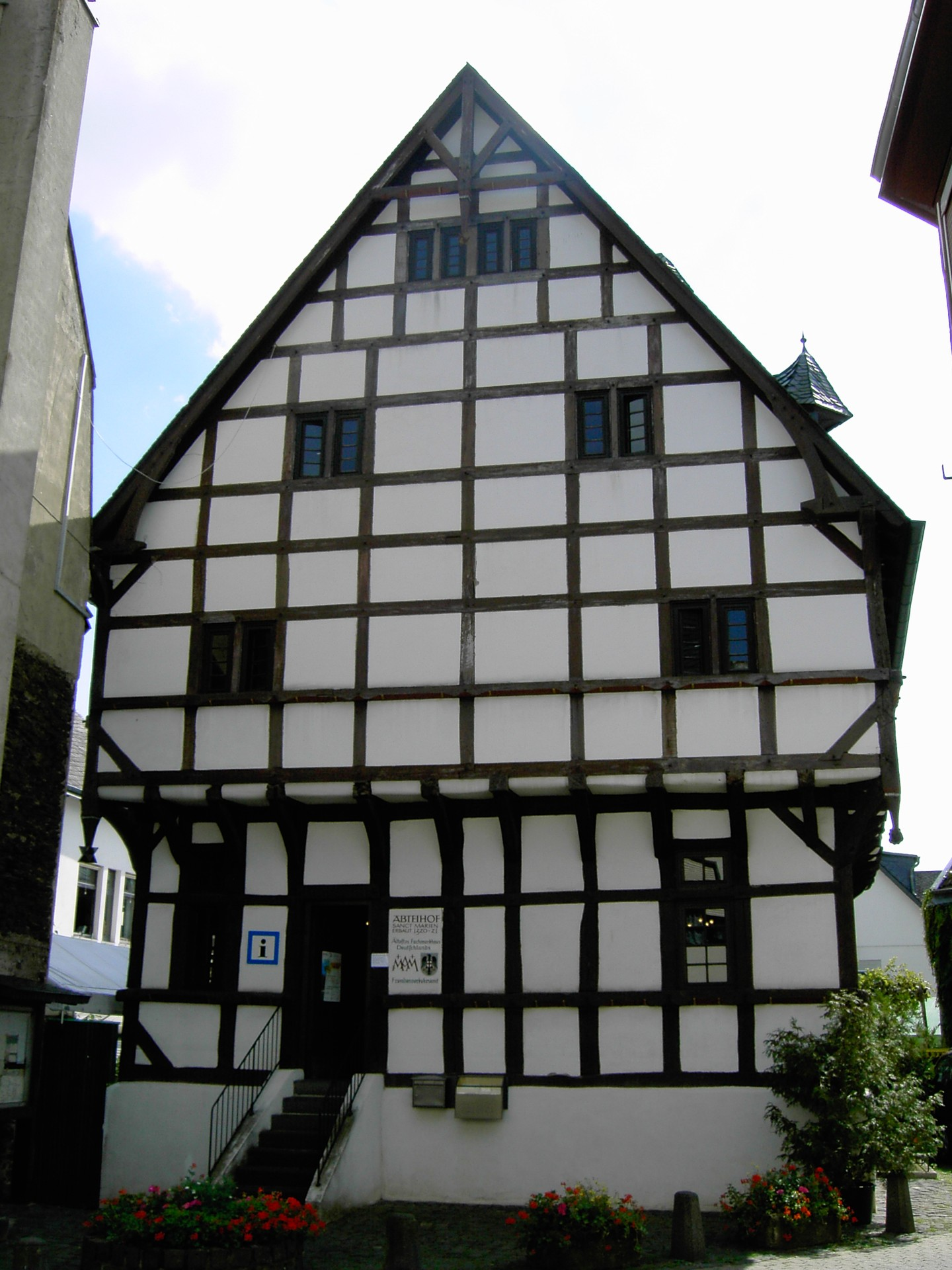
Abteihof Sankt Marien (erbaut 1320/21)
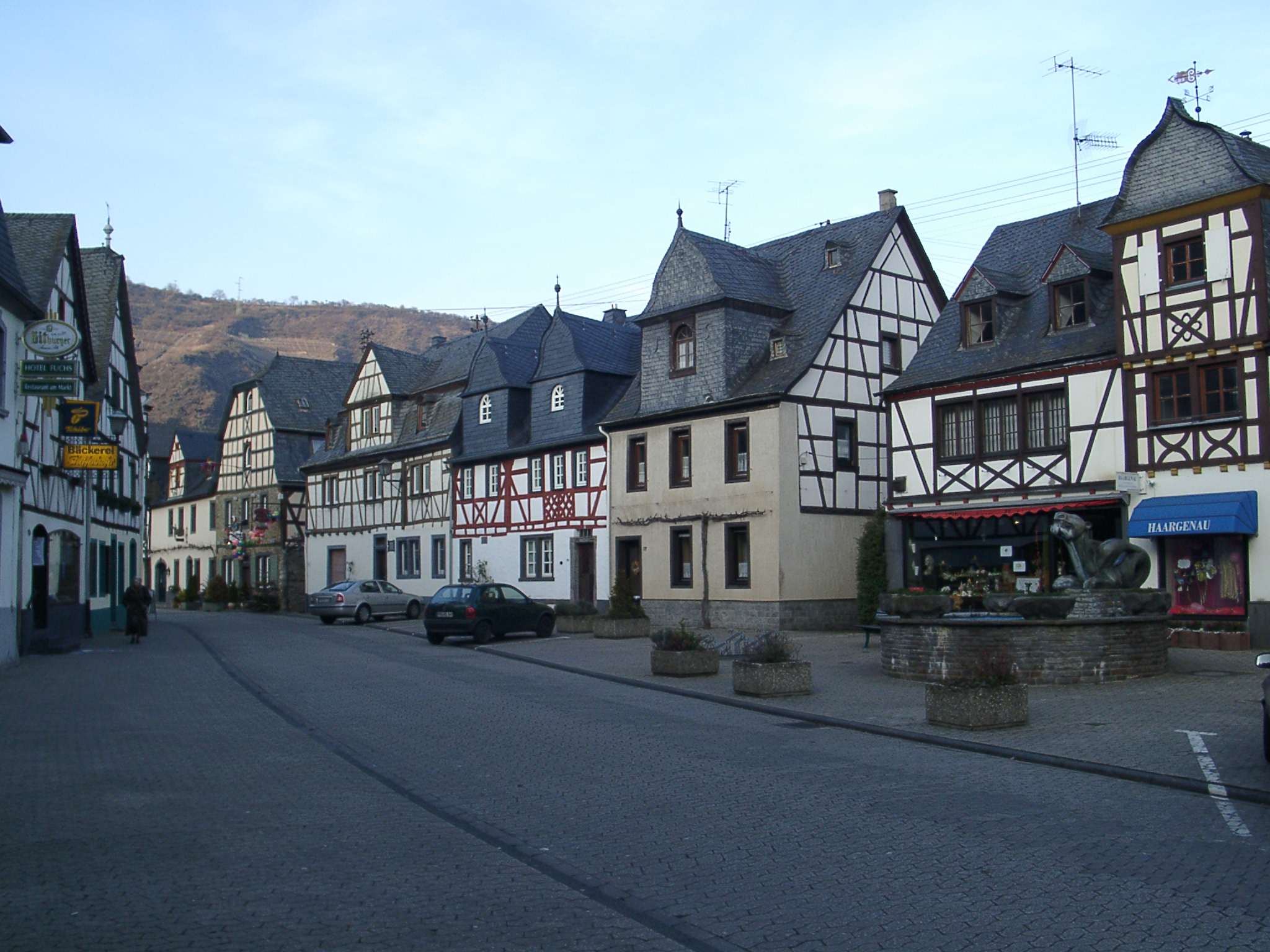
Marktplatz von Kobern mit dem historischen Weinbrunnen (Tatzelwurmbrunnen)
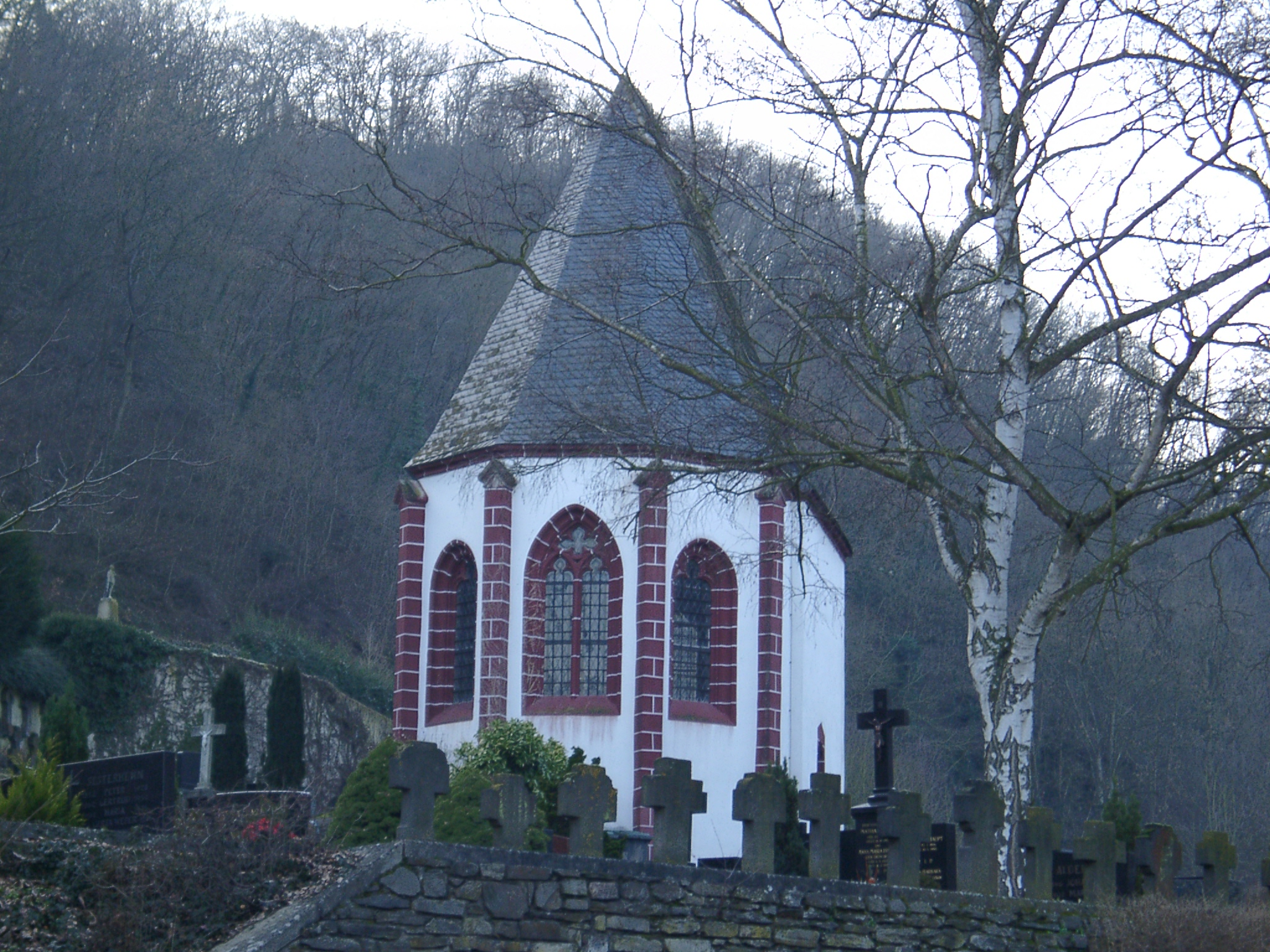
Gotische Dreikönigskapelle auf dem Koberner Friedhof mit Basaltkreuzen
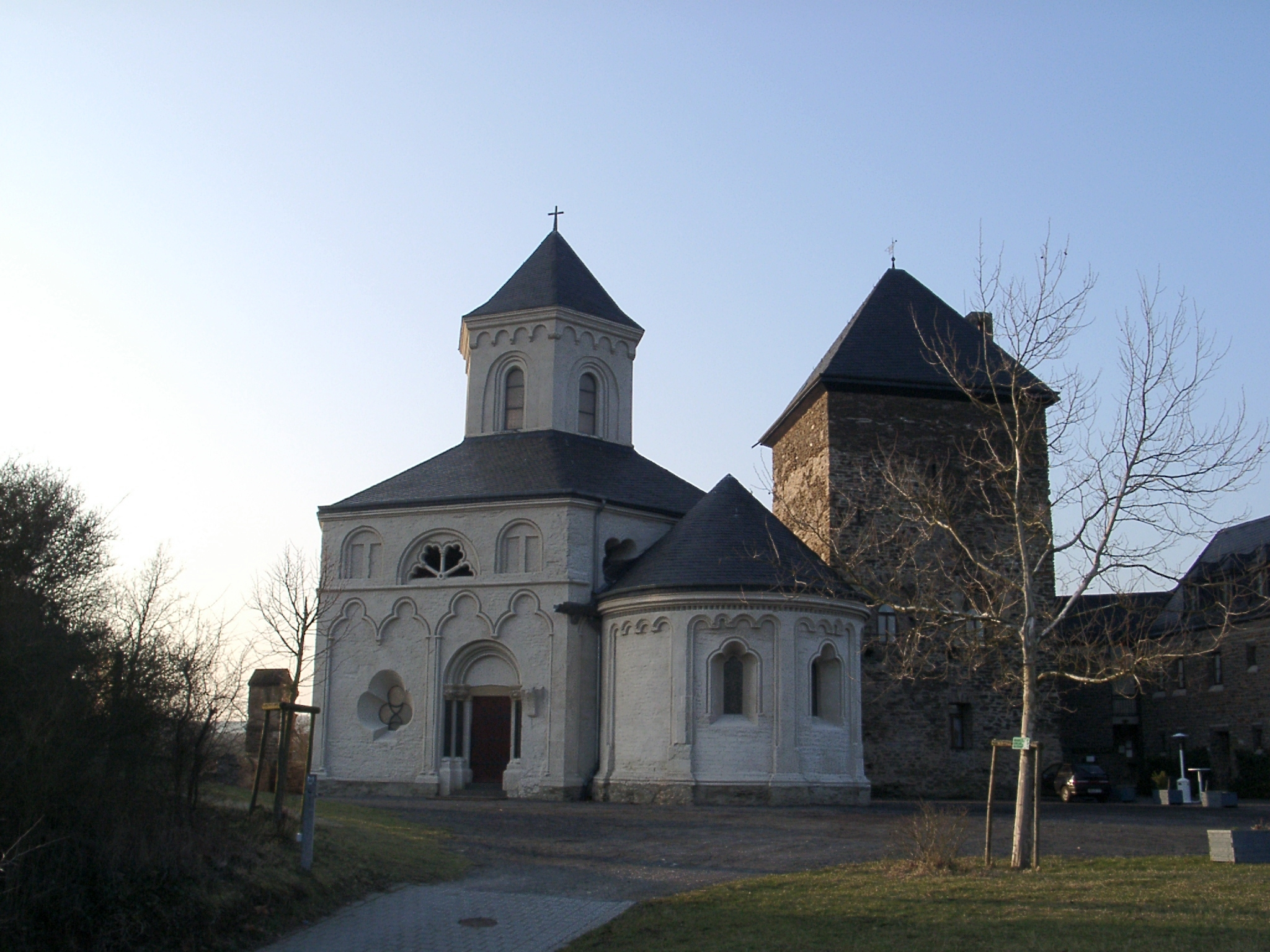
Matthiaskapelle auf der Oberburg
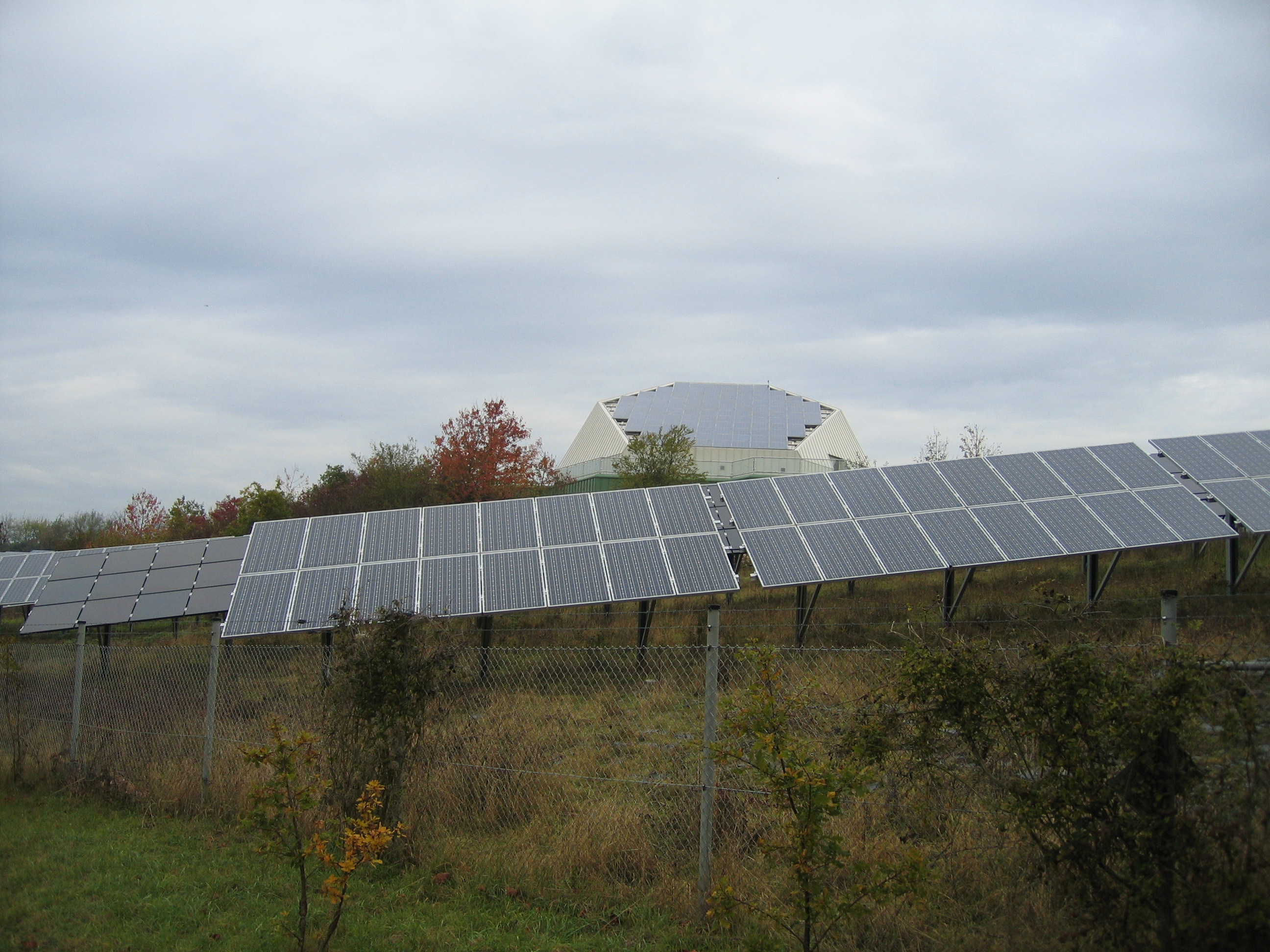
Fotovoltaikanlage
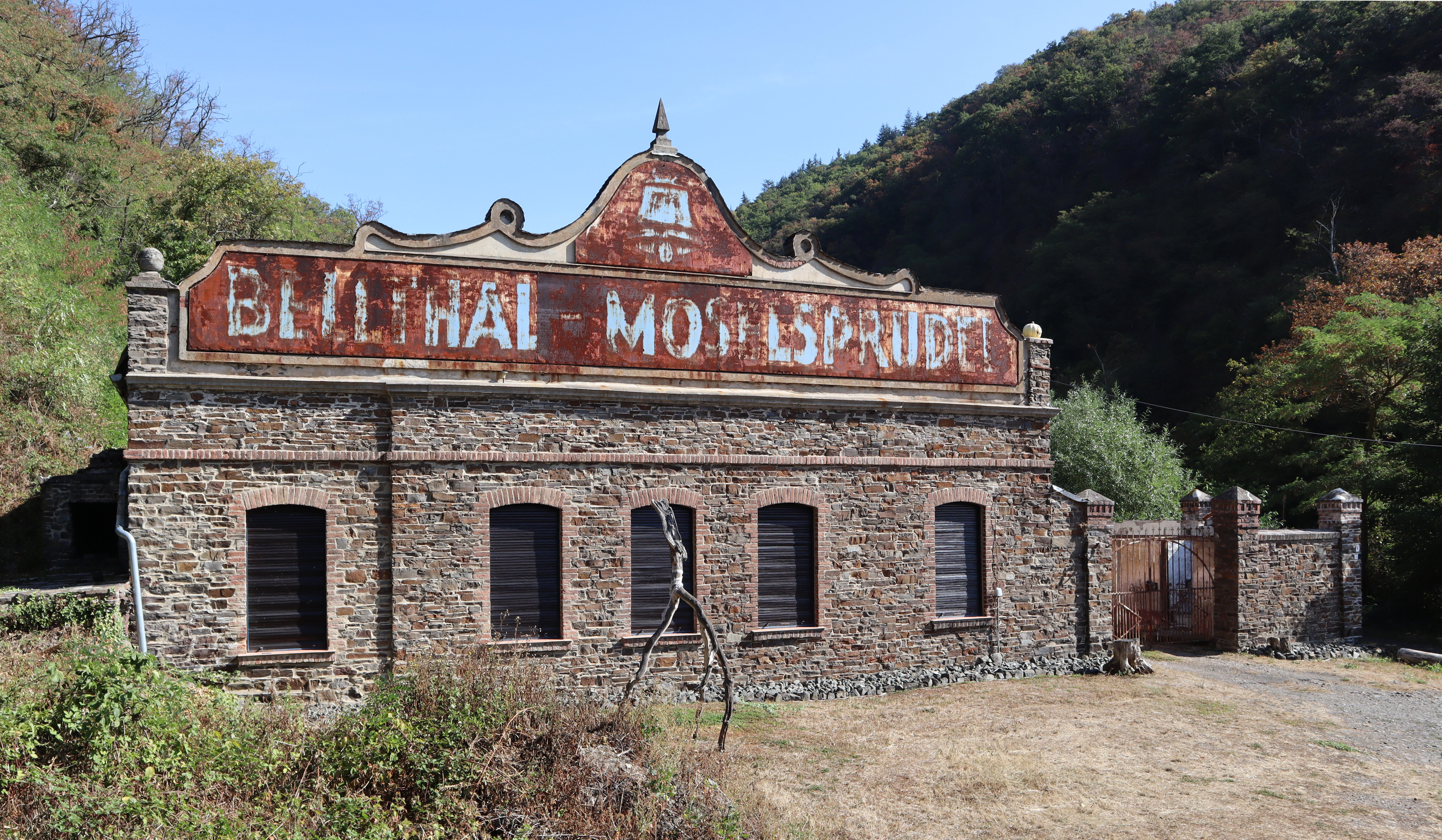
Ehemaliges Gebäude der Abfüllanlagen des Bellthal Moselsprudels (2022)
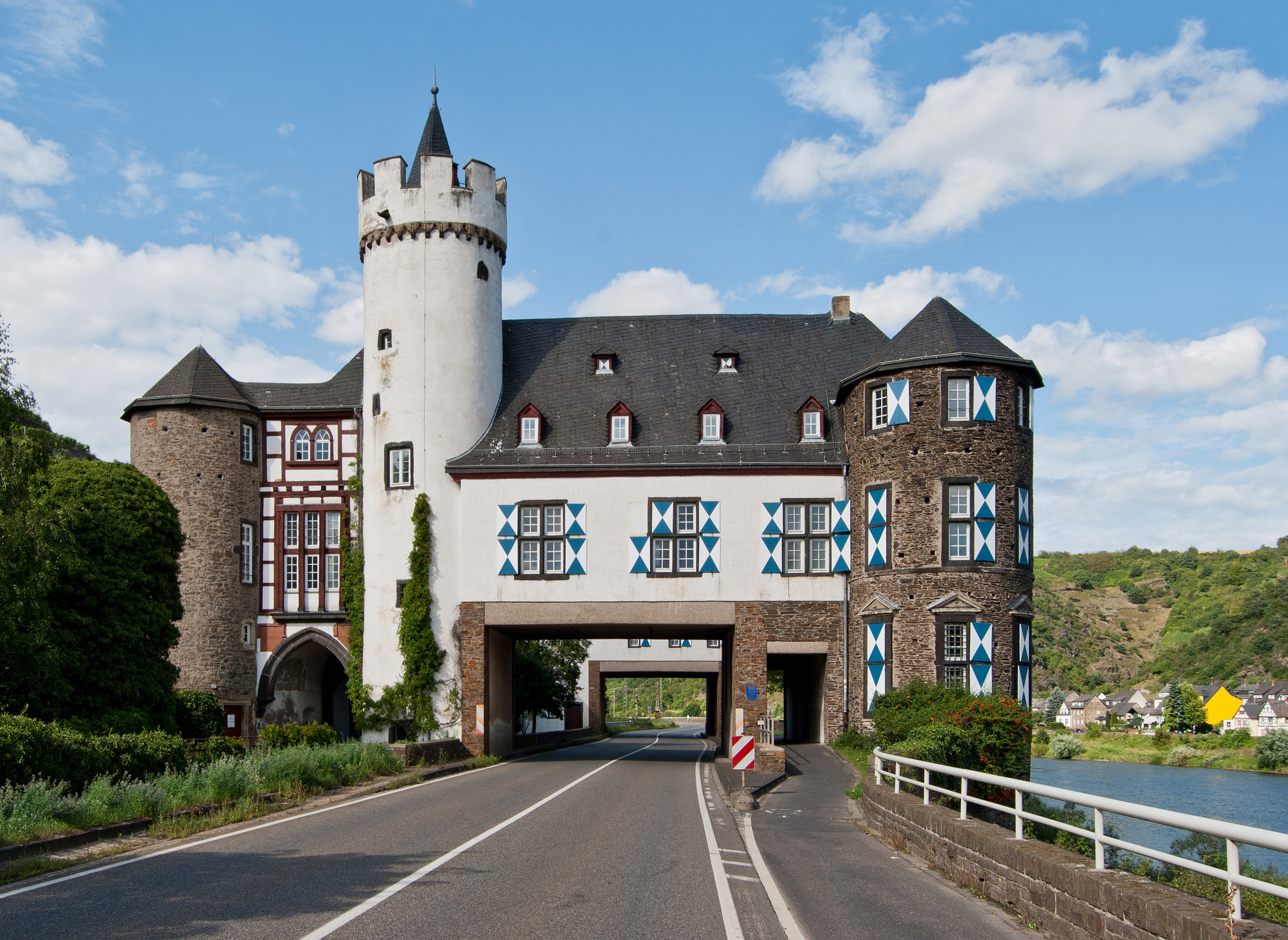
Die Bundesstraße 416 verläuft durch die Oberburg Gondorf

## Söhne und Töchter der Gemeinde
- Johann Joseph Reiff (1793–1864), Schriftsteller und Beamter
- Peter Scherer (1869–1922), geboren in Gondorf, Fotograf
- Heinz Gries (1935–2022), Unternehmer (Griesson – de Beukelaer)
- Hans-Josef Koggel (* 1937), Politiker (Christlich Demokratische Union Deutschlands)
- Heinrich Haupt (* 1954), Diplomat
- Johannes Göderz (* 1988), Fußballspieler